# Lignocerinezuur
Lignocerinezuur is een carbonzuur, een onvertakt verzadigd vetzuur met formule C23H47COOH.

## Voorkomen
Het is als vrij vetzuur, alcohol (tetracosanol) of in estervorm slechts in zeer lage concentraties aanwezig in gebruikelijke commerciële plantaardige oliën, behalve pindaolie waarvan het ongeveer 1% uitmaakt. De olie afkomstig uit de zaden van Adenanthera pavonina L. (Engelse naam: red sandalwood tree) bevat tot 25% lignocerinezuur; andere mogelijke bronnen zijn carnaubawas (30%) en rijstzemelenwas (rice bran wax) (40%). De residu's van het sulfaat- of Kraft-proces voor het maken van cellulose uit hout bevatten natriumzouten van vetzuren, waaronder lignocerinezuur.
De olie die uit de dunne pel rond pinda's bekomen wordt, is een potentiële commerciële bron van beheenzuur en lignocerinezuur.

## Toepassing
Samen met het vergelijkbare vetzuur beheenzuur kan lignocerinezuur in cosmetica gebruikt worden omwille van de bevochtigende en verzachtende werking. Het zou kunnen gebruikt worden in hairconditioners, huidcrèmes en -oliën.